# 전진배
전진배(1971년 1월 11일 ~ )는 대한민국의 기자이다.

## 학력
- 한국외국어대학교 서양어대학 프랑스어 학사

## 경력
- 1996년 ~ 2011년 12월 중앙일보 기자
- 2007년 2월 ~ 2010년 1월 중앙일보 파리 특파원
- 2011년 12월 ~ 2014년 7월 JTBC 기자
- 2014년 7월 ~ 2016년 12월 JTBC 사회 2부장
- 2016년 12월 ~ 2019년 6월 JTBC 정치 1부장
- 2019년 7월 ~ 2019년 12월 JTBC 정치에디터
- 2018년 12월 ~ 2019년 12월 JTBC 취재담당 부국장
- 2020년 2월 ~ 2020년 한화 전략부문 전략2팀장 · 전무
- 2020년 ~ 2021년 한화 전략부문 전략2실장 · 전무
- 2021년 한화 전략부문 전략2실장 · 부사장
- 2021년 ~ 2022년 7월 한화 전략부문 BR실장 · 부사장
- 2022년 8월 ~ 2022년 11월 JTBC 보도담당 대표이사 부사장
- 2022년 11월 ~ JTBC 뉴스콘텐트부문 대표이사 사장

## 방송
- JTBC 《리얼시사매거진 뉴스맨》 (2013년 9월 22일 ~ 2014년 1월 26일)
- JTBC 《전진배의 탐사 플러스》 (2014년 2월 9일 ~ 2014년 8월 24일)
- JTBC 《JTBC 뉴스룸》 (주말, 2014년 9월 27일 ~ 2017년 8월 13일)
- JTBC 《JTBC 뉴스룸》 (평일 임시진행, 2015년 8월 27일/2015년 9월 22일 ~ 9월 24일/2016년 2월 4일)